# Hommages (album)
Pour les articles homonymes, voir hommage.
Albums de Nana Mouskouri
Dix mille ans encore
(1994) Classic
(1999)
Hommages est un album en français de la chanteuse grecque Nana Mouskouri publié en 1997 en France chez Philips. Il est composé de quinze titres qui sont de grands standards de la chanson française, tels que : Parlez-moi d'amour, Ne me quitte pas, Plaisir d'amour ou encore Le Temps des cerises. 

## Liste des titres
| No  | Titre                                | Auteur                                                  | Durée |
| --- | ------------------------------------ | ------------------------------------------------------- | ----- |
| 1.  | Le Vent de l'espoir (Hymne européen) | Ludwig van Beethoven                                    | 4:45  |
| 2.  | Le Plat Pays                         | Jacques Brel                                            | 3:32  |
| 3.  | Trois petites notes de auteur        | Georges Delerue / Henri Colpi                           | 3:42  |
| 4.  | La Chanson de Prévert                | Serge Gainsbourg                                        | 3:16  |
| 5.  | Parlez-moi d'amour                   | Jean Lenoir                                             | 3:30  |
| 6.  | Con te partiro                       | Lucio Quarantotto / F. Sartori                          | 4:07  |
| 7.  | Ne me quitte pas                     | Jacques Brel                                            | 4:03  |
| 8.  | Une île                              | Serge Lama / Yves Gilbert                               | 3:27  |
| 9.  | Plaisir d'amour                      | Jean-Pierre Claris de Florian / Jean Paul Egide Martini | 3:53  |
| 10. | Romance                              | Claude Lemesle                                          | 3:42  |
| 11. | Un jour tu verras                    | Mouloudji / Georges Van Parys                           | 3:06  |
| 12. | La Prière                            | Georges Brassens / Francis Jammes                       | 3:34  |
| 13. | Les Feuilles mortes                  | Jacques Prévert / Joseph Kosma                          | 4:20  |
| 14. | Caruso                               | Lucio Dalla                                             | 4:46  |
| 15. | Le Temps des cerises                 | Jean-Baptiste Clément / Antoine Renard                  | 5:09  |